# مسجد وستر (غربی)
مسجد وستر (به ترکی استانبولی: Ayasofya Camii به تلفظ هلندی: [ˌʋɛstərmɔsˈke:] و به انگلیسی: Western Mosque) یک مسجد واقع در آمستردام هلند است. این مسجد در ساحل آبراهه شینکل (Schinkel) در شاسبورت در در بارسجس در بخش غربی آمستردام واقع شده‌است. این مسجد با مساحت ۸۰۰ متر مربع و گنجایش ۱۷۰۰ نفر، بزرگ‌ترین مسجد هلند است.

## تاریخچه
این ساختمان توسط معماران سنتی فرانسوی، مارک و نادا بریتمن، برندگان جایزه Driehaus در سال ۲۰۱۸ و به عنوان نمادی از معماری کلاسیک جدید طراحی شده‌است. ساخت و ساز آن در سال ۲۰۱۳ آغاز شد و ساختمان در سال ۲۰۱۵ به پایان رسید/ این مسجد به‌طور غیررسمی در ۱ آوریل ۲۰۱۶ افتتاح شد.

## معماری
این مسجد به سبک معماری عثمانی، با یک مناره و یک گنبد اصلی بزرگ ساخته شده‌است.